# Theodor Mommsen
Christian Matthias Theodor Mommsen (ur. 30 listopada 1817 w Garding, zm. 1 listopada 1903 w Charlottenburgu) – historyk, poeta oraz prawnik niemiecki, laureat Nagrody Nobla w dziedzinie literatury za rok 1902.

## Życiorys
Rodzina Mommsena przez przynajmniej trzy stulecia posiadała majątek w Seebüll (obecnie Neukirchen). Karierę naukową rozpoczął jako profesor prawa w Lipsku. Zwolniony za poglądy demokratyczne w roku 1850, został 1852 profesorem prawa rzymskiego w Zurychu. W roku 1854 zaczął wykładać na Wydziale Filozofii Uniwersytetu Wrocławskiego, a także na Wydziale Prawa. W 1857 uzyskał urlop w celu odbycia podróży służbowych, z którego już do Wrocławia nie powrócił. Objął stanowisko profesora historii starożytnej w Berlinie.
W latach 1873–1882 występował w parlamencie przeciwko polityce Bismarcka. Objął kierownictwo „Corpus Inscriptionum Latinarum” i redakcję części „Monumenta Germaniae Historica” („Auctores Antiquissimi”).
W 1902 otrzymał Nagrodę Nobla w dziedzinie literatury. Komitet Noblowski uznał go za jednego z największych pisarzy historycznych.
Theodor Mommsen był przede wszystkim prawnikiem – wybitnym znawcą prawa rzymskiego.
Jego brat August, wnuk Wilhelm oraz prawnukowie, Hans i Wolfgang, zgodnie z tradycją rodzinną, również zostali historykami.
Był historykiem przychylnym Hakacie i popierał działania antypolskie. Popierał działania zmierzające do zjednoczenia Niemiec.
Proszony o skomentowanie I Konferencji Haskiej odpowiedział Konferencja pokoju wydaje mi się błędem drukarskim w historii świata - a o takich błędach nie pisze się komentarzy.
7 grudnia 1893 jako obcokrajowiec został odznaczony austro-węgierską Odznaką Honorową za Dzieła Sztuki i Umiejętności.
Był członkiem zagranicznym Królewskiej Holenderskiej Akademii Sztuk i Nauk.

## Dzieła
Najważniejsze dzieło Theodora Mommsena, za które otrzymał Nagrodę Nobla, to Historia Rzymu (Römische Geschichte) obejmująca czasy do roku 46 przed Chrystusem (tomy 1–3 wydano w latach 1854-1856; tom 5 wydano w roku 1885; tom 4 [czasy cesarstwa] nie został wydany). Praca ta odznacza się żywością stylu i śmiałością idei; było tłumaczona na wiele języków.
Inne ważne dzieła to:
- Die unteritalischen Dialekte (1850)
- Römische Forschungen (t. 1 wydanie 1863; t. 2 wydanie 1879)
- Iordanis Romana et Getica (1882)
- Res gestae divi Augusti (1865)
- Digesta Justiniani Augusti (1866-1870)
- Römisches Staatsrecht (tom 1 i 2 wydanie 1871–1876; t. 3 wydanie 1887–1888)
- Römisches Strafrecht (1899).

Z P. Meyerem rozpoczął prace nad tłumaczeniem Codex Theodosianus (t. 1 wydanie 1905).
Przekłady na język polski
- Historya rzymska, t. 1-4, przeł. T. Dziekoński, Warszawa 1867 (wyd. 2 – 1880).